# 泰山区 (泰安市)
泰山区是中华人民共和国山东省泰安市的一个市辖区，位于泰安市中部偏北，北依泰山，是泰安市的中心区。区政府驻泰安市东岳大街169号。

## 历史
最早的泰山区于1950年设立，其行政区划与现在的泰山区差异较大。1950年5月，泰山、泰西两区合并成立泰安专区，此后没有再设立泰山区。
现泰山区设立于1985年5月泰安市成立时，因泰山而得名。

## 人口
根据第七次全国人口普查结果，现将2020年11月1日零时，全区常住人口为799971人。与2010年第六次全国人口普查的719153人相比，十年共增加80818人，增长11.24%，年平均增长率为1.07%。

## 地理
面积336.85平方千米。地处北纬36°08´-36°20´、东经116°58´-117°13´之间。东西南三面与泰安市岱岳区搭界，北部与济南市历城区、长清县毗连。东西宽22.3千米，南北长23.75千米。

## 行政区划
泰山区下辖5个街道办事处、2个镇、1个乡：
岱庙街道、财源街道、泰前街道、上高街道、徐家楼街道、省庄镇、邱家店镇和大津口乡。

## 教育

### 高等教育
- 泰山学院
- 泰山医学院
- 山东农业大学
- 山东科技大学

### 中学
- 泰安第一中学
- 泰安第二中学
- 泰安英雄山中学
- 泰山中学
- 泰安外国语学校
- 泰安市长城中学

## 旅游

### 景点

#### 泰山
五岳中的东岳，有“五岳之首”、“五岳独尊”之称。泰山是中国第一批国家级风景名胜区之一，1987年获联合国教科文组织公布为世界文化与自然双重遗产，且符合世界遗产10种评定标准中的7种，和澳洲的塔斯马尼亚荒野并列为符合最多标准的世界遗产。

#### 岱庙园林
岱庙，也称东岳庙，是历代帝王举行封禅大典和祭拜泰山神的地方。1988年被列入全国重点文物保护单位。